# 釣島灯台
釣島灯台（つるしまとうだい）は愛媛県松山市の瀬戸内海の安芸灘・伊予灘間を通じる重要航路釣島水道中にある釣島に立つ石造の灯台。1873年、「灯台の父」と呼ばれるリチャード・ヘンリー・ブラントンの設計により、倉橋島産などの御影石を用いて築造された。国の重要文化財に指定されている。
この灯台は、歴史的文化財的価値が高いAランクの保存灯台である。周辺は瀬戸内海国立公園に指定され、灯台からは瀬戸内海を航行する多数の船を望むことができる。2009年に経済産業省の「近代化産業遺産」に認定された。吏員退息所及び倉庫は1995年に松山市指定有形文化財に指定されている。

## 歴史
- 1871年（明治4年）9月に着工。
- 1873年（明治6年）6月15日に初点灯したが、2年近くの工期を費やした。かの、「灯台の父」と呼ばれる英国人リチャード・ヘンリー・ブラントンの設計によるもの。
- 1954年（昭和29年）、日本各地で核実験由来の放射性物質を含む降雨が観測される。飲料水を天水に頼っていた灯台関係者に放射線障害が出る[4]。
- 1963年（昭和38年）4月から、無人化される。
- 1995年（平成7年）1月、松山市が旧灯台官舎・倉庫の土地と建物の払い下げを受ける。
- 1997年（平成9年）10月、旧灯台官舎・倉庫の保存整備工事竣工。
- 2017年（平成29年）9月、日本ロマンチスト協会より県内2カ所目の「恋する灯台」に認定[5]。

## 収録海図
| 海図番号 | 図名           | 縮尺    | 図積 |
| -------- | -------------- | ------- | ---- |
| W141     | 安芸灘及付近   | 60,000  | 全   |
| W164     | 松山港至長浜港 | 40,000  | 全   |
| W1102    | 伊予灘及付近   | 125,000 | 全   |
| W1131    | クダコ水道付近 | 30,000  | 全   |